# Elise Daimler
Elise Daimler (geboren 13. Juni 1875 in Stuttgart; gestorben 11. Dezember 1956 ebenda) war eine deutsche Malerin und Grafikerin.

## Leben
Elise Daimler erstellte erste künstlerische Arbeiten im Hause des Landschaftsmalers Albert Kappis, mit dessen Tochter Emma Bechtle-Kappis sie zeitlebens befreundet war. Von 1901 bis 1906 studierte Daimler an der Königlich Württembergischen Kunstschule – heute Staatliche Akademie der Bildenden Künste Stuttgart – in der Damenklasse von Gustav Igler. 1906 bis 1908 war sie an der Damenakademie München des Münchner Künstlerinnenvereins bei Angelo Jank eingeschrieben, 1914 absolvierte sie einen Studienaufenthalt in Paris. Sie unternahm viele Studienreisen, unter anderem in die Niederlande mit dem Impressionisten Christian Landenberger. Mit der Malerin Clara Rühle verbrachte Daimler viele Aufenthalte im Sommerhaus des Württembergischen Malerinnenvereins in Anhausen, in den sie 1907 eintrat. In ihren Werken bildete sie Landschaften, Stillleben und Menschen ab.
Zum 1. September 1931 trat sie der NSDAP bei (Mitgliedsnummer 618.090). Von 1934 bis 1940 lebte sie in der Atelierwohnung des sogenannten Malerinnenhauses des Württembergischen Malerinnenvereins in der Eugenstraße 17. Der Verein wurde 1933 gleichgeschaltet, Daimler wurde bei den Neuwahlen am 16. Mai 1934 im Zusammenhang mit der Umbesetzung des Vorstandes als zweite Vorsitzende gewählt, Clara Rühle zur Vorsitzenden. 1945 mussten alle Vorstandsmitglieder auf Betreiben der amerikanischen Militärregierung ihre Ämter niederlegen. Gemeinsam mit sechs Künstlerinnen bildete Elise Daimler einen provisorischen Arbeitsausschuss, um über die Zukunft des Vereins zu beraten. Die Neugründung als Bund Bildender Künstlerinnen Württembergs e. V. wurde im November 1945 bestätigt.
Mit einer Ausstellung im Sommer 1955 mit den Werken von Elise Daimler, Emma Bechtle-Kappis und Maria Krauskopf rief sich der Verein wieder in das Bewusstsein der Stadt. Daimler blieb bis zu ihrem Tod Mitglied. Des Weiteren war sie zehn Jahre im Künstlerinnen-Verein München (KVM), 12 Jahre im Frauenkunstverband, Ortsgruppe Stuttgart (FKV) und im Verband Bildender Künstler und Künstlerinnen Baden-Württemberg (VBKW) Mitglied.

## Werke (Auswahl)
- Bergen van Zee/Holland, o. J.
- Clown, o. J.
- Indelhausen an der Lauter, o. J.
- Weiblicher Akt mit Fächer, 1914
- Stilleben mit Blumen und Früchten, 1926
- Weiße Pfingstrosen, 1946

## Ausstellungen (Auswahl)
- 1914: Sommerausstellung württembergischer Künstler im Kunsthaus Schaller
- 1925: Große schwäbische Kunstschau des Künstlerbundes Stuttgart
- 1927: Frauenkunstverband im Württembergischen Kunstverein
- 1950: Zwei Jahrhunderte Malerei in Stuttgart im Künstlerhaus Sonnenhalde
- 1955: Bund Bildender Künstlerinnen Württembergs im Malerinnenhaus